# Биоцид
Биоцид (от др.-греч. βίος «жизнь» + лат. caedo «убивать») — химическое вещество или микроорганизм, предназначенные для борьбы с вредными (в том числе болезнетворными) организмами.
Применяется в медицинской, пищевой, нефтедобывающей, сельскохозяйственной и др. областях.
Основой биоцидов служат вещества, способные подавлять жизнедеятельность биологических объектов (спирты, кислоты, соли, органические соединения и т. п.).
К биоцидам относят:
- пестициды: альгициды, фунгициды, гербициды, инсектициды, акарициды, зооциды и пр..
- противомикробные препараты: антисептики, дезинфектанты, антибиотики и пр.

Биоцид — в юриспруденции определение международного преступления против человечности (см. также геноцид).